# Шмаленберг
Шмаленберг (нем. Schmalenberg) — община в Германии, в земле Рейнланд-Пфальц. 
Входит в состав района Юго-западный Пфальц. Подчиняется управлению Вальдфишбах-Бургальбен.  Население составляет 752 человека (на 31 декабря 2010 года). Занимает площадь 10,39 км².